# مرادچال
مرادچال، روستایی است از توابع بخش مرزن‌آباد شهرستان چالوس در استان مازندران ایران.

## جمعیت
این روستا در دهستان کوهستان (چالوس) قرار دارد و براساس سرشماری مرکز آمار ایران در سال ۱۳۹۵، جمعیت آن ۱۰۹ نفر (۳۵ خانوار) بوده‌است.  مردم مرادچال از قومیت طبری هستند. مردم مرادچال به زبان طبری با گویش چالوسی سخن می‌گویند.